# Oliver Roth (Musiker)

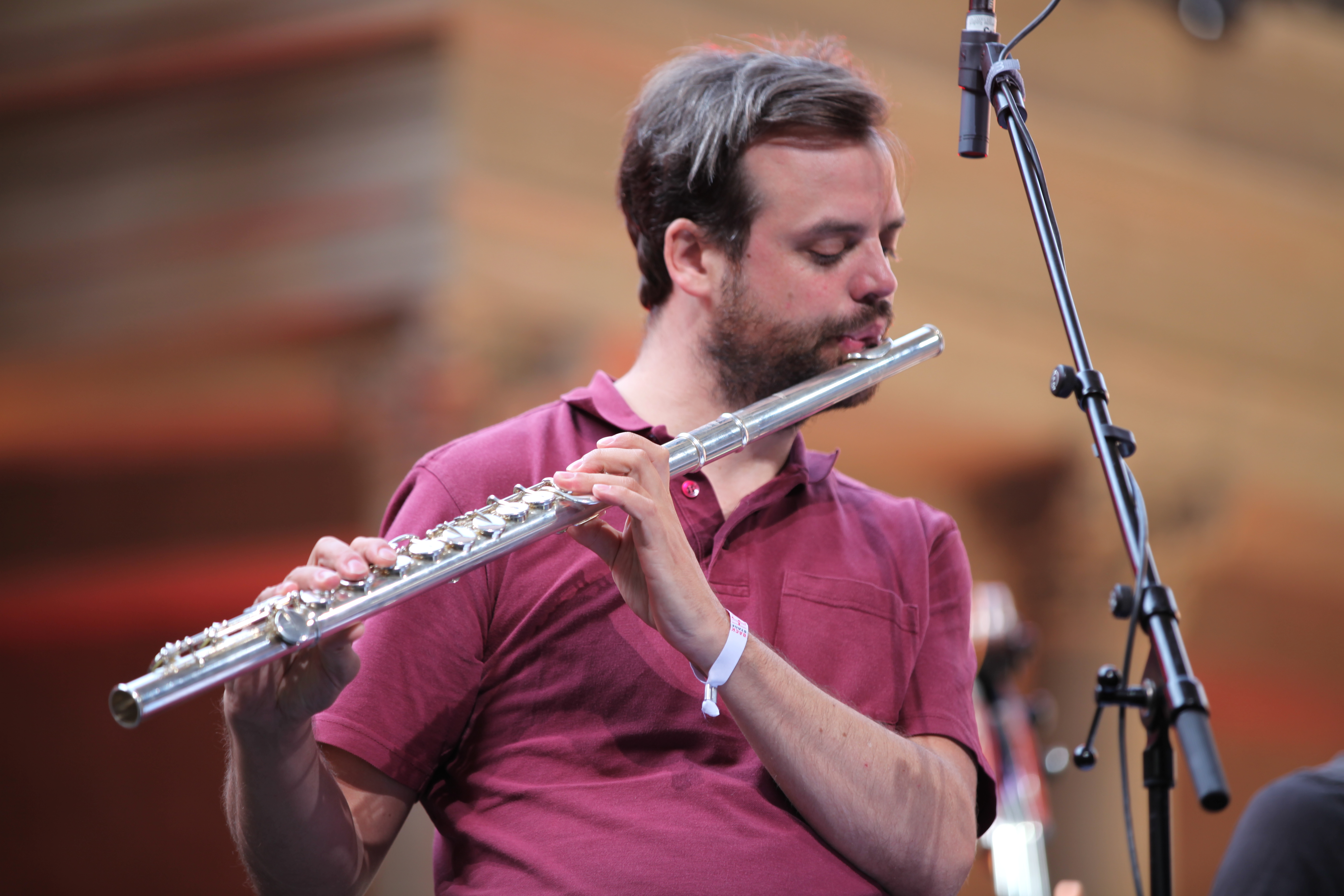
Oliver Roth (2015)

Oliver Lukas Roth (* 1977 in Winterthur) ist ein Schweizer Jazzmusiker (Flöte, Altflöte, auch Modularsynthesizer).

## Werdegang
Roth wuchs in einem musikalischen Haushalt auf und erhielt ab dem Alter von elf Jahren klassischen Unterricht auf der Flöte. Er studierte an der Musik-Akademie der Stadt Basel und der Zürcher Hochschule der Künste bei Günter Wehinger, Dani Blanc, Brigitte Briener und Miriam Dickinson. Hinzu kamen Workshops und Meisterklassen bei David Liebman, Esbjörn Svensson, George Gruntz und Wolfgang Muthspiel.
Seit 1994 hat Roth zahlreiche Konzerte in Europa, Südkorea und Kasachstan gegeben. Nachdem er im Duo mit dem Pianisten Reto Straub gearbeitet hatte, gründete er mit diesem, Martin Wyss und Michi Stulz sein eigenes Quartett Humour’s Humidity, mit dem er 2009 bei Unit Records sein Debütalbum veröffentlichte. 
In den letzten Jahren war Roth hauptsächlich als Mitglied des Andromeda Mega Express Orchestra unterwegs, aber auch mit dem Alien Ensemble um Micha Acher und dem Kombinat Alpenrösli. Er ist auch auf Einspielungen von The Notwist zu hören. Als Theatermusiker war er bei den Bernetta Theaterproduktionen musikalischer Leiter der Inszenierung von Blade Runner. Im Ensemble Orbiter interpretiert er zeitgenössische Musik, etwa von Pauline Oliveros, Christian Wolff und Thomas Peter. Im Trio RKM improvisiert er mit dem Trompeter André Meier und mit dem  Gitarristen Beat Keller, mit dem er auch im Noise-Duo Rough Cave spielte.